# Kavita Ramphal
Kavita Ramphal is een Surinaams danser, choreografe en actrice.

## Biografie
Op 26 mei 2001 heeft Kavita Ramphal Arangetram haar dansdebuut gemaakt onder leiding van  Guru Smt. Madhoerie Jagmohan in samenwerking met Vidushi Vasudha Balakrishna (zang), Vidwan S.V.Girirdhara (mridangam), Vidwan S.V Bhaskara (fluitist) en Stien Novack (Tampura).
Na haar Arangetram heeft ze haar dansschool Shankaraya opgericht en deed geregeld opvoeringen in eigen land, met haar betrokkenheid als zowel danser, choreograaf, coach als producent met vestingen in Nieuw-Nickerie en Paramaribo. Daarnaast werkte ze als danser en choreografe in samenwerking met ArtLab Suriname en deed ze producties in het buitenland, waaronder tijdens het Festival les Tréteaux du Maroni in Frans-Guyana in 2009 en de Wereldexpo in Zuid-Korea in 2012.
Samen met Afiba Becker, Ilhaam Ahmadali en Evita Issa speelde ze in 2017 een van de vier hoofdrollen in het theaterstuk Ademhalen, dat geschreven werd door Karin Lachmising. Het stuk werd opgevoerd in Nieuw-Nickerie en Paramaribo. Daarnaast speelde ze de rol van moeder van Wiren in de gelijknamige film uit 2018 van regisseur Ivan Tai-Apin.
Ze is tevens oprichter en trainer van SOVACOM (''Sociale Vaardigheden en Communicatie'') en spiritueel consulent in persoonlijke ontwikkeling.  